# Мельндаль
Мельндаль (швед. Mölndal) — містечко (tätort, міське поселення) у центральній Швеції в лені Вестра-Йоталанд. Адміністративний центр комуни Мельндаль.

## Географія
Містечко знаходиться у південно-західній частині лена Вестра-Йоталанд за 471 км на південний захід від Стокгольма.

## Історія
Назва міста походить від двох слів: Möln, що є короткою формою від Möllor, старе слово для означення млинів; та слово dal, що шведською означає «долина». Mölndal — це дослівно «Долина млинів». Вузькі, але високі і сильні водоспади дали необхідну потужність всім водяним млинам, які разом з вітряками на пагорбах породили ранню індустріалізацію Мельндаля.
У 1922 році Мельндаль отримав статус міста.

## Герб міста
Герб було розроблено для міста Мельндаль: У червоному полі срібна балка, над нею таке ж млинське колесо, а під нею — срібний серп лезом праворуч. Герб отримав королівське затвердження 1924 року.
Геральдична балка означає річку Мельндальсон. Млинське колесо символізує розвинуте млинарство. Серп уособлював сільське господарство.
Після адміністративно-територіальної реформи, проведеної у Швеції на початку 1970-х років, муніципальні герби стали використовуватися лишень комунами. Цей герб був 1971 року перебраний для нової комуни Мельндаль, а 2016 року в ньому зроблено незначні зміни.

## Населення
Населення становить 37 233 мешканці (2005).

## Економіка
Місто відоме великою кількістю компаній, які ведуть дослідження в галузі природничих наук. AstraZeneca має один зі своїх основних дослідницьких центрів тут з більш ніж 3100 співробітниками. Декілька інших компаній у таких галузях, як фармацевтична, біомедицина та біотехнології, також розташовані в Мельндалі. Близькість до університету Гетеборга та технологічного університету Чалмерса - з їхніми технологічними парками - підтримала розвиток інших секторів, таких як мікрохвильові технології та інформаційні технології. Два національні науково-дослідні інститути, IFP SICOMP AB та корпорація IVF Industrial Research and Development Corporation, також знаходяться в Мельндалі.

## Спорт
У поселенні базується футбольний клуб «Їтекс» БК, Мельндаль ІК, флорбольний Мельндаль ІБК, баскетбольний «Кварнбю» ББК, бенді «Мельндаль Бенді», гандбольний Мельндальс ГК та інші спортивні організації.

## Галерея

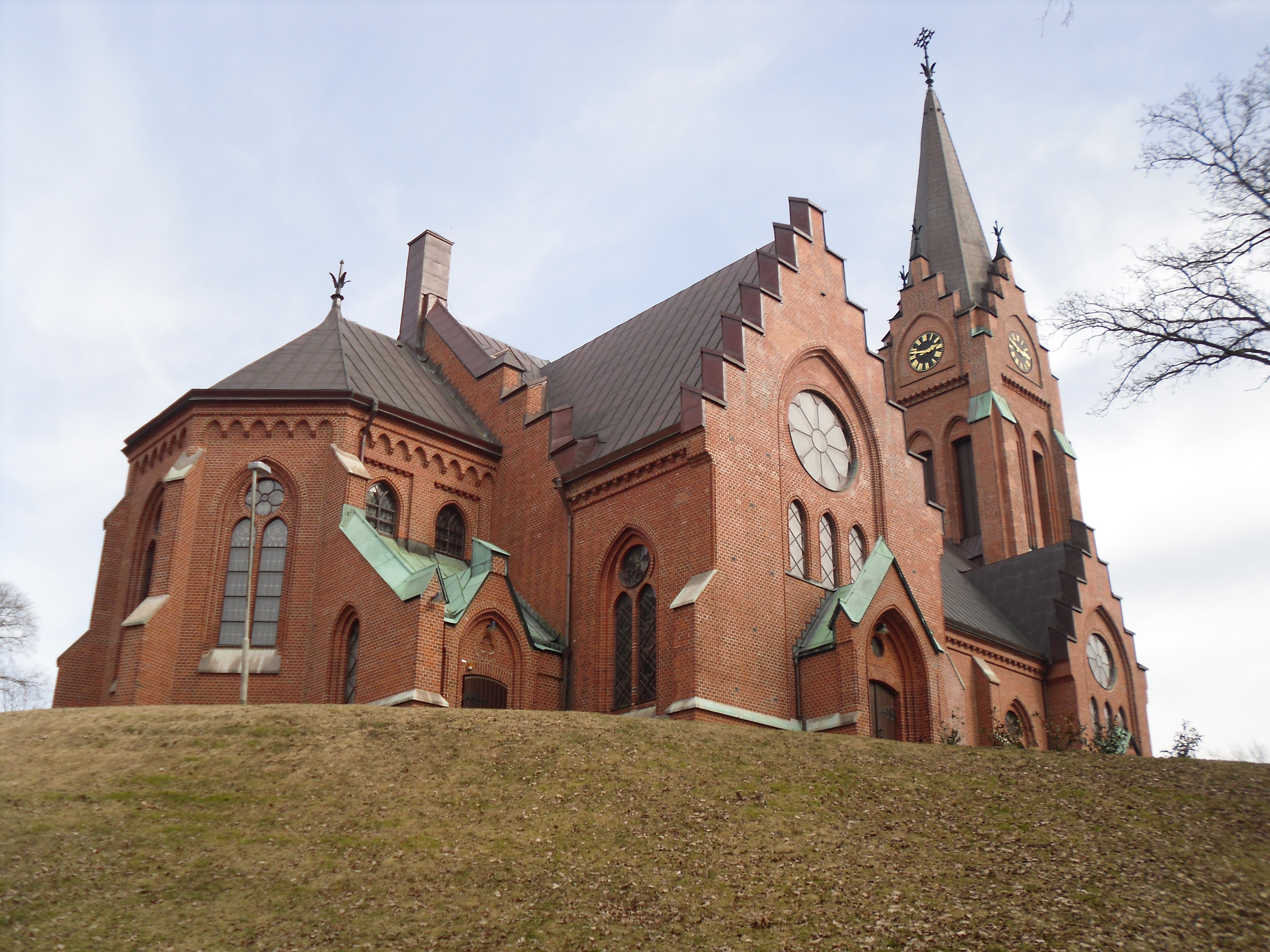
Церква
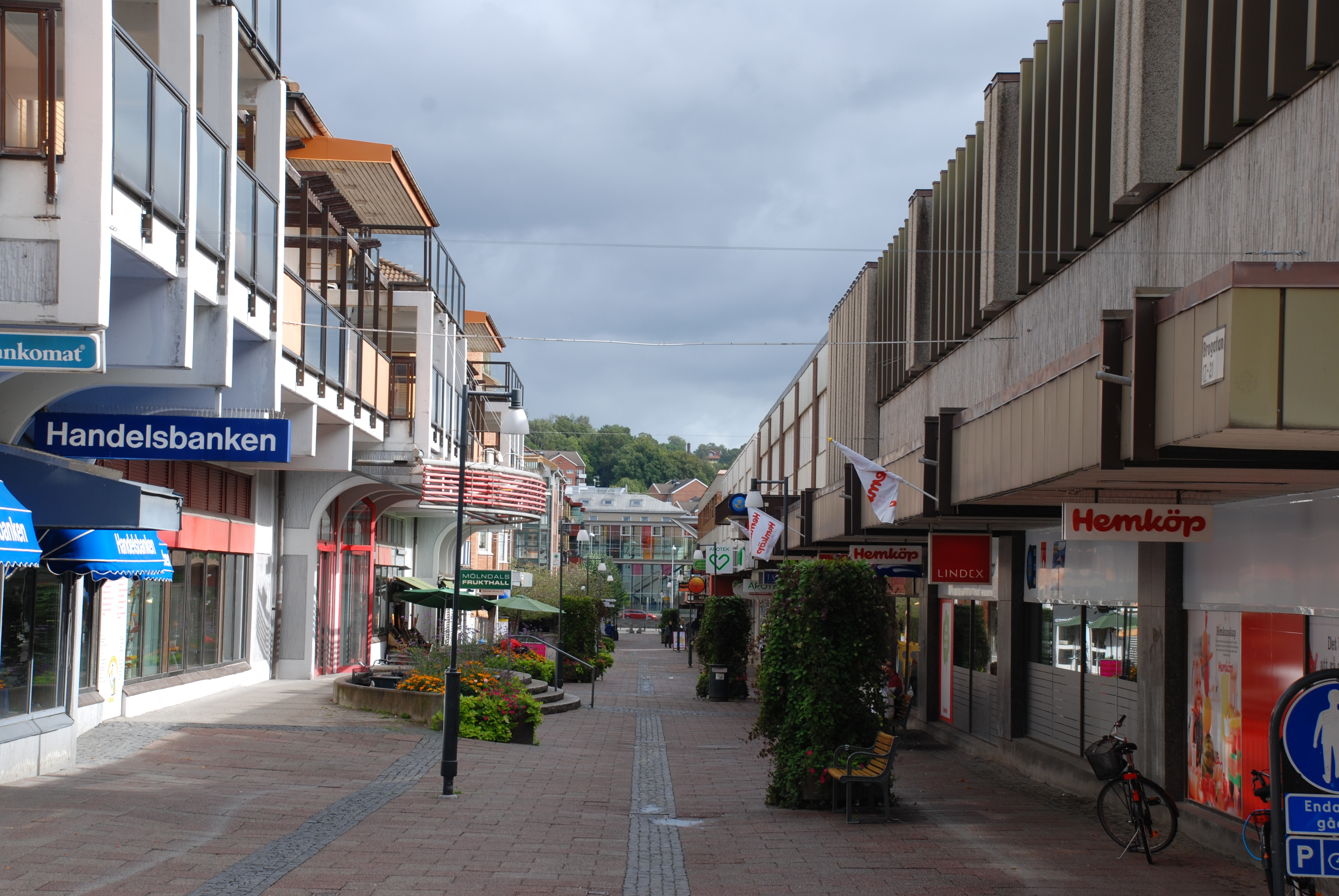
Вулиця Бругатан
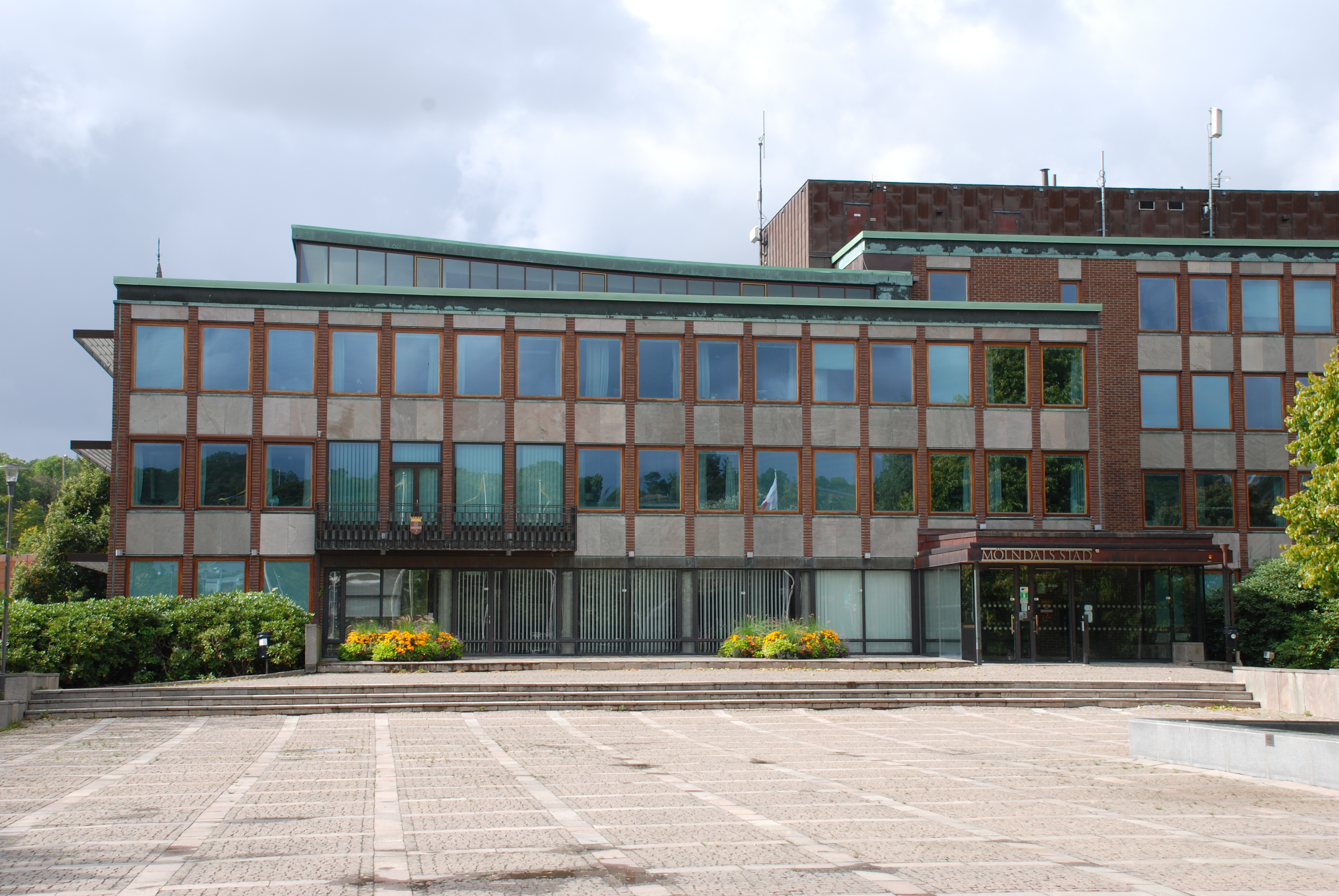
Управа комуни
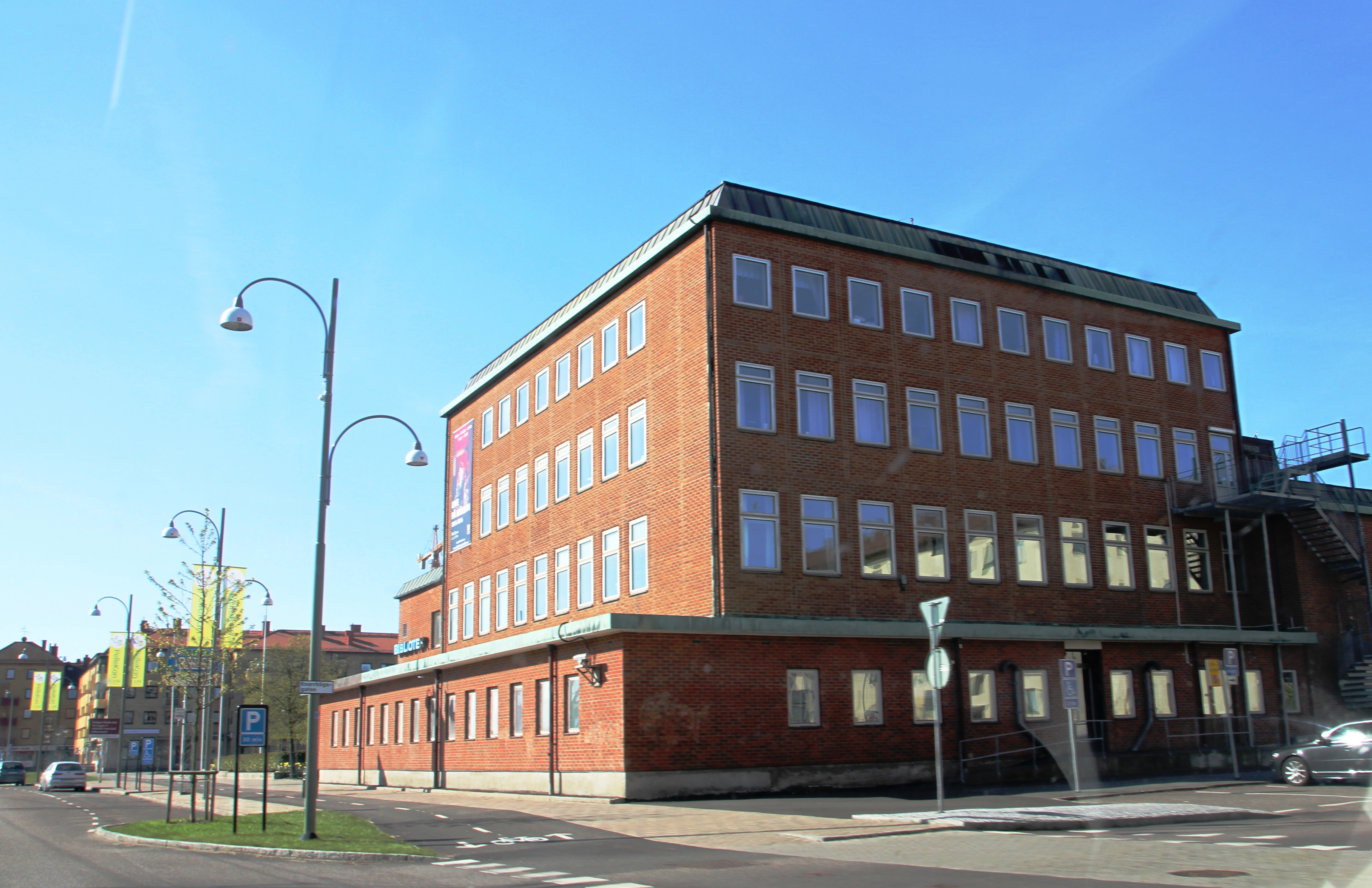
У центрі міста

## Покликання
- Сайт комуни Мельндаль [Архівовано 17 квітня 2022 у Wayback Machine.]